# Parafia św. Marcina w Krzeszowicach
Parafia św. Marcina w Krzeszowicach – rzymskokatolicka parafia należąca do dekanatu Krzeszowice archidiecezji krakowskiej. Została utworzona przed 1325. Kościół parafialny wybudowany w latach 1832–1844, konsekrowany w 1874.